# Universidade de Nova Iorque
A Universidade de Nova Iorque (New York University - NYU) é uma universidade privada sem fins lucrativos sediada na cidade de Nova Iorque, nos Estados Unidos. Fundada em 1831 por Albert Gallatin, a NYU é considerada uma das universidades de pesquisa mais influentes do mundo. Ranking universitário compilado pela Times Higher Education, EUA News & World Report, e o Ranking Acadêmico de Universidades do mundo todos rank NYU entre as 32 melhores universidades do mundo. A NYU é uma parte fundamental da criatividade, energia e vitalidade de Manhattan, com seu campus histórico concentrado no bairro de Greenwich Village, e prédios por toda a cidade de Nova Iorque. NYU também é uma universidade de classe mundial, operando a NYU Abu Dhabi e a NYU Xangai, além de 11 centros acadêmicos globais em Accra, Berlim, Buenos Aires, Florença, Londres, Madrid, Paris, Praga, Sydney, Tel Aviv e Washington, D.C. Admissão à Universidade é altamente seletiva, com uma taxa de aceitação de 8%. A universidade oferece muitos diplomas, incluindo o TRIUM Global Executive MBA.
Entre seus professores e ex-alunos, estão 38 Prêmios Nobel, 27 vencedores do Prêmio Pulitzer, 37 vencedores do Óscar, além de centenas de membros das Academias Nacionais de Ciências. Os alunos incluem chefes de estado, realeza, matemáticos eminentes, inventores, figuras de mídia, medalhistas olímpicos, CEOs de empresas Fortune 500 e astronautas. Alunos da NYU estão entre os mais ricos do mundo. De acordo com The Princeton Review, NYU é consistentemente considerado pelos alunos e pais como um "Top Dream College".[carece de fontes?]